# Ministerium für die Entwicklung der Peripherie, des Negev und Galiläas
Das israelische Ministerium für die Entwicklung der Peripherie, des Negevs und Galiläas (hebräisch הַמִּשְׂרָד לְפִתּוּחַ הַפֵּרִיפֶרְיָה, הַנֶּגֶב וְהַגָּלִיל HaMisrad ləFittūach haPerīferjah haNegev wehaGalīl) ist ein israelisches Ministerium, das im Januar 2005 gebildet wurde. Das frühere bereits einmal vorhandene Entwicklungsministerium mit einem nationalen Zuständigkeitsbereich, das von 1953 bis 1974 bestand, wurde damals dem Zuständigkeitsbereich des heutigen Ministerium für Energie- und Wasserversorgung zugeschlagen.

## Minister
| # | Minister           | Partei           | Regierung   | Amtsantritt       | Ende der Amtszeit |
| - | ------------------ | ---------------- | ----------- | ----------------- | ----------------- |
| 1 | Schimʿon Peres     | Kadima           | 31.         | 10. Januar 2006   | 13. Juni 2007     |
| 2 | Jacob Edery        | Kadima           | 31.         | 4. Juli 2007      | 31. März 2009     |
| 3 | Silvan Schalom     | Likud            | 32. und 33. | 31. März 2009     | 14. Mai 2015      |
| 4 | Arje Deri          | Schas            | 34. und 35. | 14. Mai 2015      | 13. Juni 2021     |
| 5 | Oded Forer         | Jisraʾel Beitenu | 36.         | 13. Juni 2021     | 29. Dezember 2022 |
| 6 | Jitzhak Wasserlauf | Otzma Jehudit    | 37.         | 29. Dezember 2022 | 19. Januar 2025   |
| 7 | Haim Katz          | Likud            | 37.         | 23. Januar 2025   | 19. März 2025     |
| 8 | Jitzhak Wasserlauf | Otzma Jehudit    | 37.         | 19. März 2025     |                   |

## Stellvertretende Minister
| # | Minister  | Partei | Kabinett | Beginn        | Ende          |
| - | --------- | ------ | -------- | ------------- | ------------- |
| 1 | Hiob Kara | Likud  | 32.      | 31. März 2009 | 18. März 2013 |